# Patrick Kapp (Fußballspieler)
Patrick Wolfgang Kapp (* 20. Juli 1997 in Illertissen) ist ein deutscher Fußballspieler.

## Karriere
Kapp spielte für den SV Rangendingen, die TSG Balingen und die TSG 1899 Hoffenheim. In seiner letzten U19-Saison 2015/16 in der A-Junioren-Bundesliga erlitt Kapp im August 2015 einen Kreuzbandriss und fiel bis März 2016 aus. Im Sommer 2016 wurde er Teil im Kader der zweiten Mannschaft der Hoffenheimer in der Regionalliga Südwest. Hier kam er in der Spielzeit 2016/17 auf neun Einsätze und belegte am Ende der Spielzeit mit der Zweitvertretung der TSG den 4. Platz.
Im Juli 2017 wechselte er nach Frankreich und schloss sich in der Ligue 2 der zweithöchsten Spielklasse des Landes dem FC Sochaux an. Allerdings stand er während der Spielzeit 2017/18 nur zwei Mal auf dem Feld, beide Male aber über 90 Minuten. Beim 1:1 gegen den Chamois Niort (31. Spieltag) und bei der 1:2-Niederlage gegen den FC Bourg-Péronnas (38. Spieltag) durfte er ran. In der Folge war Kapp von Juli 2018 bis Oktober 2018 vereinslos.
Am 25. Oktober 2018 schloss Kapp sich dem FC Viktoria 1889 Berlin an, welcher zu dem Zeitpunkt in Regionalliga Nordost spielte. In seiner ersten Spielzeit konnte er mit dem Verein im Mai 2019 den Berliner Landespokal im Finale gegen Tennis Borussia Berlin gewinnen und zog mit dem Club in die 1. Hauptrunde des DFB-Pokals 2019/20 ein. Hier traf er mit der Viktoria am 10. August 2019 auf Arminia Bielefeld, bei dieser 0:1-Niederlage stand er über die volle Distanz auf dem Platz. In der Spielzeit 2020/21 wurde er mit der Viktoria Meister in der Regionalliga Nordost und stieg mit dem Verein in die 3. Liga auf. Dort kam er in der Saison 2021/22 auf 33 Einsätze, stand 32-mal in der Startelf und erzielte zwei Tore. Die Berliner stiegen jedoch direkt wieder in die Regionalliga Nordost ab.
Zur Saison 2022/23 wechselte Kapp in die Regionalliga Südwest zur zweiten Mannschaft des VfB Stuttgart.
Im Sommer 2024 kehrte er nach Berlin, diesmal zur VSG Altglienicke, zurück.

## Erfolge
- Meister der Regionalliga Südwest und Aufstieg in die 3. Liga: 2024
- Meister der Regionalliga Nordost und Aufstieg in die 3. Liga: 2021
- Berliner Landespokal-Sieger: 2019, 2022
- Meister der A-Junioren-Bundesliga Süd/Südwest: 2015, 2016